# Justicia pubigera
Justicia pubigera là một loài thực vật có hoa trong họ Ô rô. Loài này được (Nees) C.B. Clarke mô tả khoa học đầu tiên năm 1885.